# Gold Medal Books
Gold Medal Books était une maison d'édition américaine lancée par Fawcett Publications en 1950 et connue pour être à l'origine de l'introduction du livre de poche, publication innovante à l'époque.
Fawcett était également un distributeur indépendant de kiosques à journaux. Fawcett négocia en 1949 un contrat avec la New American Library afin d'assurer la distribution de leurs titres Mentor et Signet. Ce contrat interdisait à Fawcett d'entrer en concurrence en publiant leurs propres réimpressions en livre de poche.
Roscoe Fawcett souhaitait créer sa propre ligne d'édition de livres de poche. En étudiant le contrat conclu avec la New American Library, il comprit que s'il éditait des livres de poche en édition originale il ne violerait pas les accords du contrat. Afin de tester le vide juridique du contrat, il édita deux anthologies : The Best of True Magazine et What Today's Woman Should Know About Marriage and Sex. Ce furent deux réimpressions d'œuvres publiées à l'origine dans Fawcett magazines, mais qui n'avaient pas fait l'objet d'une édition originale en livre. Lorsque ces deux livres traversèrent sans encombre le vide juridique du contrat, Fawcett annonça la création de Gold Medal Books, sa ligne d'éditions originales de livres de poche. Les ventes grimpèrent et Ralph Daigh déclara Dans les six mois qui viennent de s'écouler, nous avons produit 9.020.645 livres. Le public semble beaucoup aimer cela. Cependant les maisons d'édition de livres en couverture rigide n'apprécièrent guère l'innovation de Roscoe Fawcett, tel LeBaron R. Barker de la maison d'édition Doubleday qui déclara que les originaux en livre de poche pourraient miner toute la structure de l'édition.
Ce fut un tournant révolutionnaire dans l'édition du livre de poche. William Lengel était éditeur pour Gold Medal Books et Al Allard était directeur artistique, ils travaillaient avec Fawcett depuis 1928
Gold Medal Books commença la numérotation de ses ouvrages à 101 et poursuivit sa route avec We Are the Public Enemies de Alan Hynd, l'anthologie Man Story et The Persian Cat de John Flagg.
Dans un article concernant la disparition des pulps dans  The Dime Detectives, Ron Goulart déclara : "Fawcett apporta un souffle nouveau aux pulps lorsqu'en 1950 il créa la ligne Gold Medal. La spécificité du Gold Medal était le roman original. Certains était plus sombres, mais d'autres étaient d'un style plus ancré, plus dur, qui semblait plus connaisseur et plus moderne que celui des survivants des pulps. Dès le début Gold Medal s'est entouré d'auteurs de renom tels que John D. MacDonald, Charles Williams, et Richard S. Prather". 
Dès 1950, Gold Medal édita des œuvres originales telles que le Western Stretch Dawson de William R. Burnett, le premier roman pulp lesbien Women's Barracks par Tereska Torres (suivi ensuite par Spring Fire de Marijane Meaker et Beebo Brinker Chronicles d'Ann Bannon ainsi que des romans de mystères et d'aventures tels que Nude in Mink de Sax Rohmer et I'll Find You de Richard Himmel.
À la suite de l'engouement provoqué par la parution de l'article Flying Saucers Are Real écrit par Donald E. Keyhoe dans le magazine True (de janvier 1950) ayant provoqué un sold-out et l'édition de numéros complémentaires du magazine, Keyhoe développa l'article pour une édition au format livre de poche pour le Gold Medal Books. The Flying Saucers Are Real, fut publié la même année par Fawcett et devint immédiatement un best-seller.
Avec une croissance de 35 titres en 1950 vers 66 titres en 1951, le succès de Gold Medal dans l'édition de livres de poches originaux provoqua une révolution dans le monde de l'édition. Alors que John D. MacDonald, Charles Williams, Richard S. Prather, Louis L'Amour, Richard Matheson, Bruno Fischer, et MacKinlay Kantor avaient rejoint l'équipe d'auteurs de Gold Medal, d'autres maisons d'édition cherchaient des agents pour obtenir des manuscrits originaux. L'agent littéraire Donald MacCampbell déclara : une maison d'édition menace de boycotter mon agence si je continue à négocier des contrats pour des ouvrages originaux à 25 cents l'exemplaire". 

## Couvertures de livres

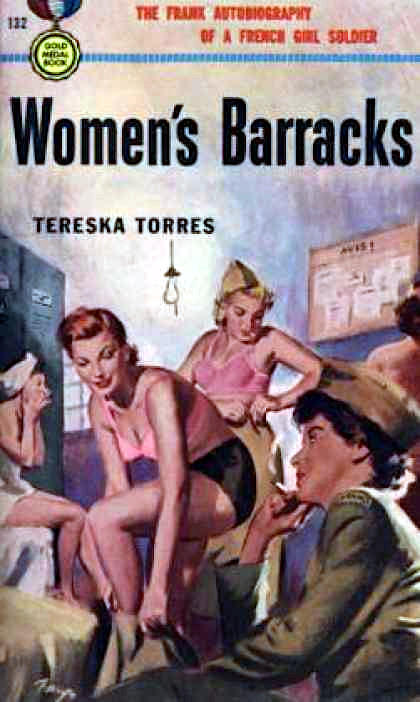
Women's Barracks, Tereska Torrès 1950
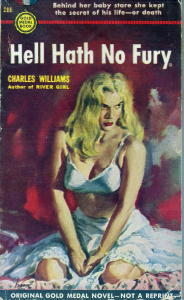
Hell Hath No Fury, Charles Williams 1953
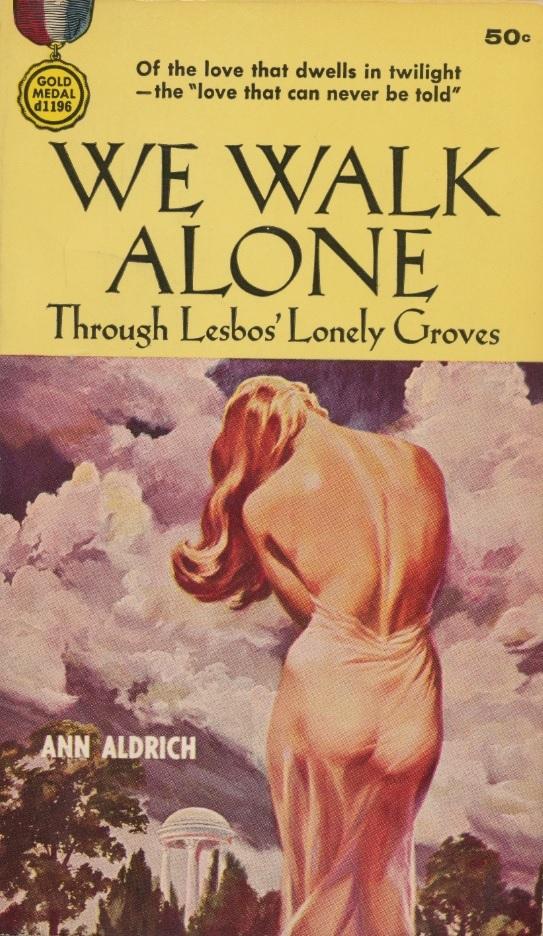
We Walk Alone, Ann Aldrich 1955
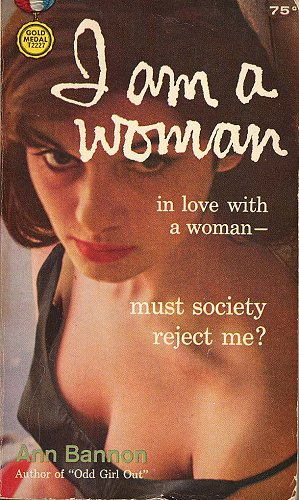
I Am A Woman, Ann Bannon 1959
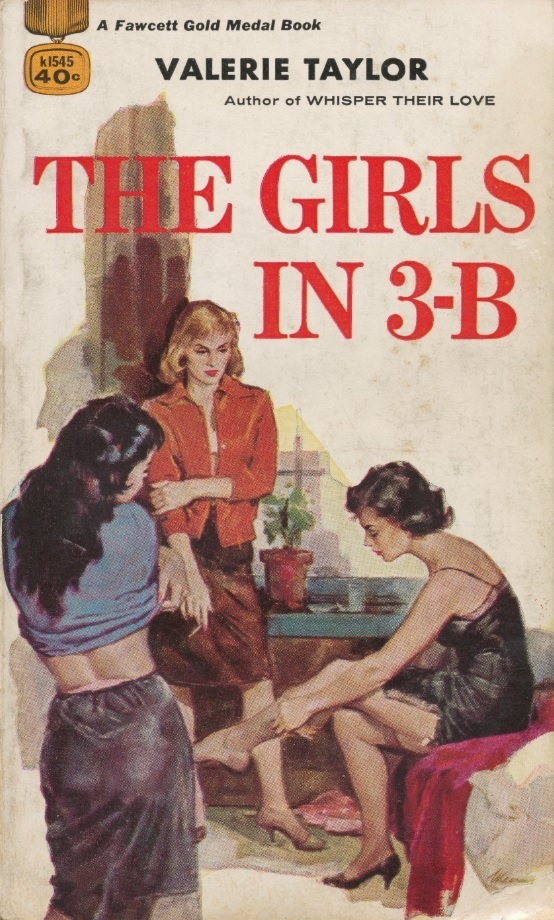
The Girls in 3-B, Valerie Taylor 1959